# Twist and Shout

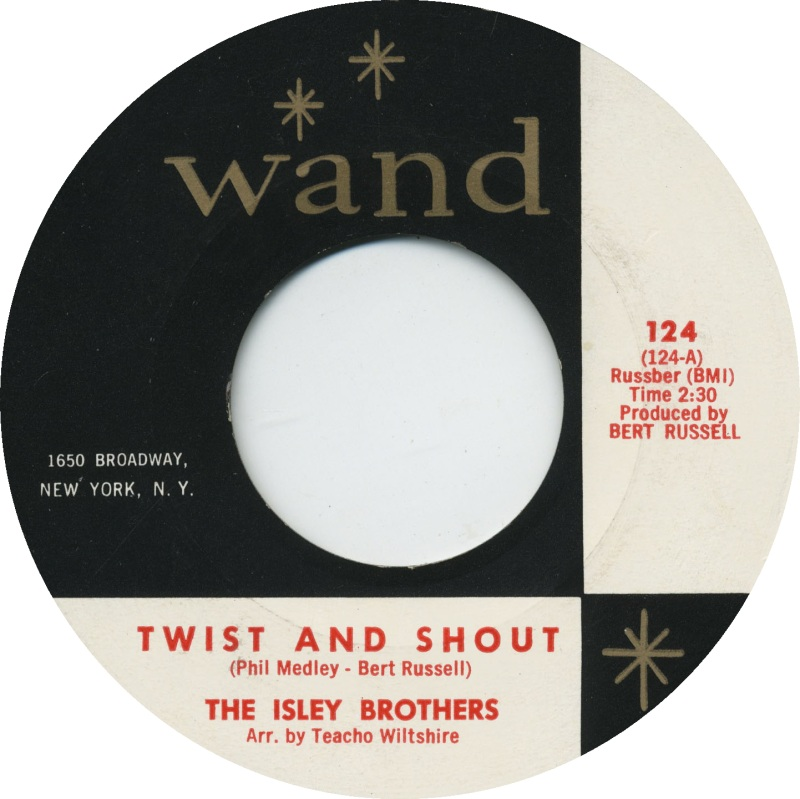
Twist and Shout by The Isley Brothers US vinyl 1962

"Twist and Shout" é uma canção de 1961 escrita por Phil Medley e Bert Russell. A primeira gravação da canção foi feita pelos The Top Notes, depois ela foi regravada pelos The Isley Brothers e mais tarde pelos Beatles, com John Lennon no vocal principal, e lançada pela banda em seu primeiro álbum Please Please Me. A canção também foi regravada pelo The Mamas & the Papas (no estilo balada) em 1967 no álbum Deliver.

## Top Notes
Em 1960, Phil Spector tornou-se produtor na Atlantic Records. No ano seguinte ele foi designado para produzir um single para um grupo vocal chamado The Top Notes (às vezes chamado de "The Topnotes") com a canção "Twist and Shout".

## Isley Brothers
Em 1962, o grupo The Isley Brothers decidiu gravar a canção e foram produzidos pelo próprio compositor Bert Russell, que não tinha ficado satisfeito com a produção de Phil Spector. A canção tornou-se a primeira gravação do trio a entrar para a lista da revista Billboard (entre as 40 mais). A canção logo se tornou um cover frequente da música soul no início da década de 1960. Quando os The Isleys gravaram "Twist and Shout," eles não pensaram que ela se sairia tão bem quanto seu hit de três anos antes "Shout!". Para a surpresa deles, a canção se tornou hit dentre as listas de música pop e rhythm and blues.

## The Beatles

### Gravação
Os Beatles lançaram a canção em seu álbum de estreia no Reino Unido, Please Please Me. Em uma única sessão, eles gravaram 11 canções para o álbum e "Twist and Shout" foi a última a ser gravada.
John Lennon, no vocal principal da canção, estava com gripe no dia e usava pastilhas para a garganta, por isso, ele produziu uma memorável performance vocal, rouca e dinâmica.
Foram gravados dois takes para a canção, a primeira pode ser ouvida no álbum. George Martin disse, "Eu tentei o segundo take... mas a voz do John tinha desaparecido".
Esta é uma das primeiras canções em que os Beatles apresentavam o "wooo" na harmonia, o que se tornou um cliché no início da carreira deles.
Nos Estados Unidos, a canção foi lançada em 2 de março de 1964 como um single pela Vee-Jay Records. Ela atingiu o segundo lugar no dia 4 de abril do mesmo ano. Neste país, a canção foi o único cover dos Beatles a vender 1 milhão de cópias e o único a atingir as 10 mais em qualquer lista de paradas de sucesso norte-americanas.

### Sucesso novamente em 1986
A versão dos Beatles para a canção fez parte do filme de 1986 Ferris Bueller's Day Off, com o ator Matthew Broderick no papel principal. O uso da canção em 1986 fez com que ela entrasse na lista da Billboard Hot 100, atingindo a posição número 23.

### Créditos
- John Lennon – guitarra semiacústica, vocal
- Paul McCartney – baixo, backing vocal
- George Harrison – guitarra solo, backing vocal
- Ringo Starr – bateria[6]

## Brian Poole and the Tremeloes
Em 1962 a Decca Records assinou contrato com The Tremeloes, um grupo de Dagenham, Essex, em preferência aos Beatles. Ambos os grupos tiveram uma audição no mesmo dia, e os Beatles foram rejeitados pela gravadora. Ironicamente, Brian Poole and the Tremeloes não tinham nenhum sucesso até os Beatles darem início ao "boom" britânico do rock. Assim o grupo Brian Poole and the Tremeloes imitou o estilo deles e regravou "Twist and Shout" quatro meses após os Beatles, alcançando a posição número 4 na UK Singles Chart.

## Outras versões
- The Who gravaram-na ao vivo no Festival da Ilha de Wight em 1970, e durante a Farewell Tour em 1982, esta última versão saiu no álbum Who's Last.
- Outros que a apresentaram ao vivo: The Kinks, Bruce Springsteen.
- Electric Light Orchestra gravou a canção em uma versão de 6:36 no álbum No Rewind.
- Mamonas Assassinas gravaram uma versão de paródia ao vivo, com o título de "Não Peide Aqui Baby", gravada durante uma apresentação da banda em 1995 na Rádio Cidade (Rio de Janeiro)
- O compositor Renato Ladeira fez a versão "Chegue Mais, Baby" e foi gravada em 1996 pelo grupo goiano Bitkids no álbum de mesmo nome da banda.
- A banda Booker T. & the M.G.'s gravou uma versão instrumental da música, em seu primeiro álbum, Green Onions.
- The Shangri-Las gravaram uma versão da canção em 1964, para o álbum Leader of The Pack.